# Keizó Kitadžima
Keizó Kitadžima (北島 敬三, Kitadžima Keizó, * 1954) je japonský fotograf.

## Životopis
Pro Keizó Kitadžima je fotografie "způsob prožívání světa". Během své kariéry vytvořil snímky, které často odhalují část prostředí, ve kterém žijí fotografované postavy. Fotografoval také krajiny, jejich součástí je lidská postava. Jeho práce se věnovala několika oblastem: Japonsko, ale i Rusko v době pádu SSSR a Západu, aniž by zmiňoval politický smysl.

## Ceny a ocenění
- 2012 Sagamihara Photo Award
- Cena Cena Japonské fotografické společnosti za rok 2010
- 2010 26. Cena Higašikawy pro domácího umělce
- 2007 32. Cena Nobua Iny
- 1983 8. Cena za fotografii Ihei Kimury
- 1981 Cena Japonské fotografické společnosti[4]